# Simbang Wetan
Simbang Wetan is een bestuurslaag in het regentschap Pekalongan van de provincie Midden-Java, Indonesië. Simbang Wetan telt 4428 inwoners (volkstelling 2010).